# Nemacoma borealis
Nemacoma borealis is een rondwormensoort. De wetenschappelijke naam van de soort is voor het eerst geldig gepubliceerd in 1916 door Steiner als Acoma borealis.